# Matthias Petsche

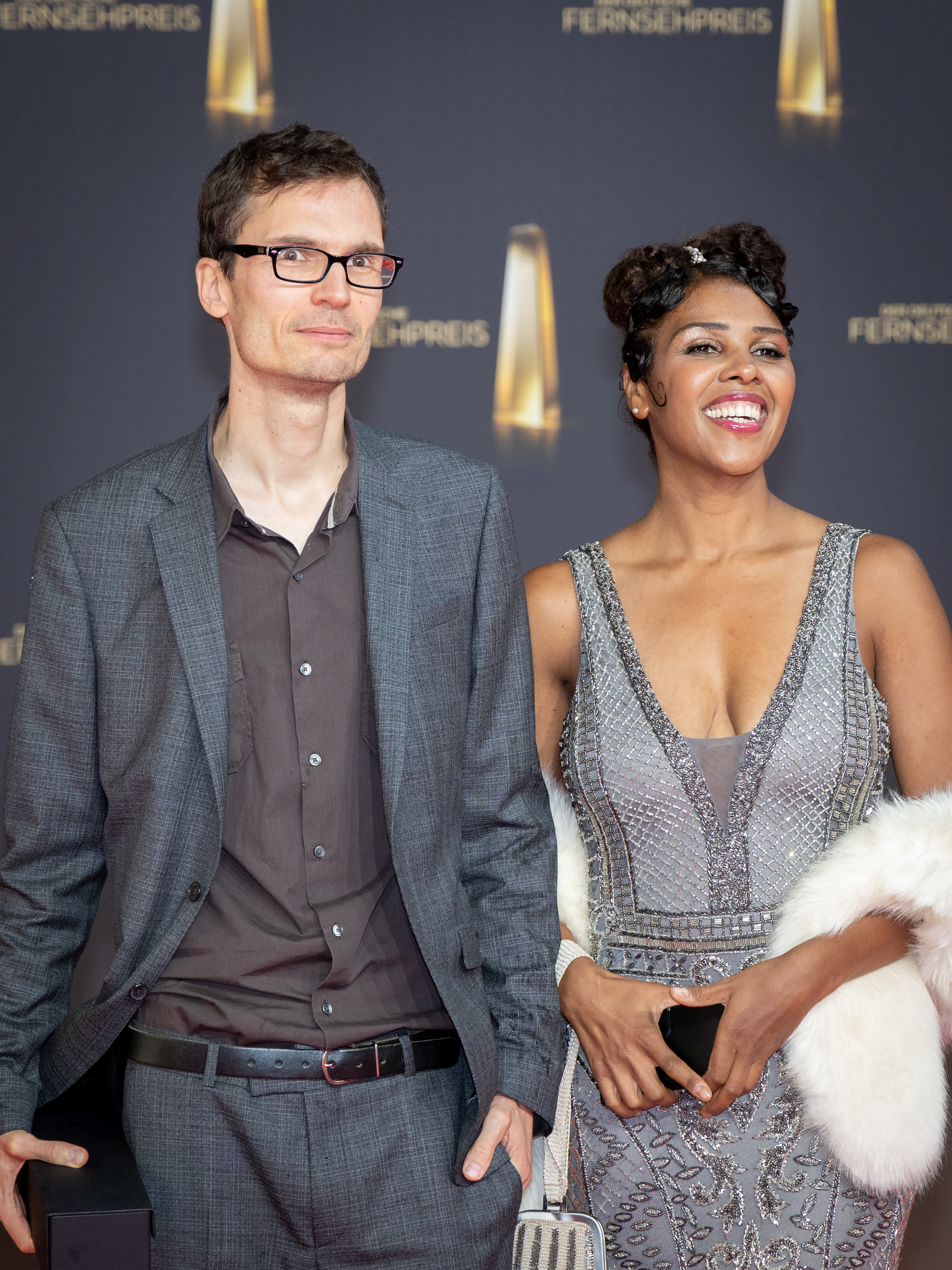
Matthias Petsche (links) beim Deutschen Fernsehpreis 2022

Matthias Petsche (* um 1980) ist ein deutscher Filmmusikkomponist, Musiker, Lehrer und Produzent.

## Leben
Matthias Petsche studierte Musiktheorie und Komposition bei Professor Gerhard Tittel an der HfM „Hanns Eisler Berlin“ und entdeckte dabei sein besonderes Interesse für die musikalische Vertonung von Filmen. Nach Abschluss des Studiums begann er an der HFF „Konrad Wolf“ ein Studium in den Fachrichtungen Filmmusik und Ton. Bereits während des Studiums vertonte Petsche zahlreiche Kurzfilme und knüpfte Kontakte, die auch nach dem Studienabschluss als Tonmeister und Filmkomponist für seine berufliche Zukunft Bestand haben sollten.
Matthias Petsche schuf unter anderem die Musik für die Lola-Gewinner Was am Ende zählt (2009, Regie: Julia von Heinz) und Pianomania (2011, Regie: Lilian Franck und Robert Cibis), für Franka Potentes Regie-Debüt Der die Tollkirsche ausgräbt (2006) und für Matthias Luthardts pingpong, der 2006 in Cannes den von der Vereinigung französischer Autoren und Komponisten vergebenen SACD Award gewann. Der Spielfilm Die Vermissten (Regie: Jan Speckenbach) mit der Filmmusik von Matthias Petsche feierte auf der Berlinale 2012 seine Premiere. Petsche komponierte außerdem die Musik für den Kinofilm Festung (2011, Regie: Kirsi Marie Liimatainen), für Something Necessary (2013) und Veve (2014) aus der von Tom Tykwer und Marie Steinmann initiierten Reihe Fine Day Films sowie für den anlässlich des 70. Geburtstags von Rosa von Praunheim produzierten Film Rosakinder.
Matthias Petsche ist Kopf und Gründer der Band phonophobie und hat mehrere Preise als Komponist autonomer Musik gewonnen. Er komponiert und produziert Musik für Werbespots. Darüber hinaus ist er als Dozent im Themenbereich Musik & Computer tätig. Matthias Petsche lebt in Potsdam.

## Filmmusik
Matthias Petsche schuf die Filmmusik u. a. für folgende Filme:
- 2001: Immer mir
- 2002: Feldversuche
- 2006: Der die Tollkirsche ausgräbt
- 2006: Nichts geht mehr
- 2006: Pingpong
- 2008: Jesus liebt Dich
- 2007: Was am Ende zählt
- 2007: Zeit der Fische (zusammen mit Bands 206 und Timm and the Busy Men)
- 2008: Der Tag, an dem ich meinen toten Mann traf
- 2008: Germania Wurst
- 2008: Standesgemäß
- 2009: Painful Peace
- 2009: Pianomania
- 2012: Die Vermissten
- 2012: Rosakinder
- 2011: Festung
- 2012: Something Necessary
- 2013: Hannas Reise
- 2014: Veve
- 2015: Ich bin dann mal weg
- 2020: Und morgen die ganze Welt
- 2020: Freak City
- 2021: Eldorado KaDeWe
- 2022: Nicht ganz koscher
- 2022: Sachertorte
- 2024: Großstadtförsterin – Berliner Besonderheiten

## Auszeichnungen und Nominierungen
- 2022: Deutscher Fernsehpreis 2022 – Verliehen für Eldorado KaDeWe (zusammen mit Inga Humpe und Tommi Eckart)
- 2022: Grimme-Preis 2022 – Nominierung für Eldorado KaDeWe (zusammen mit Inga Humpe und Tommi Eckart)
- 2023: Preis der deutschen Filmkritik – Nominierung für Nicht ganz koscher